# Rudolph Hendrik Saltet

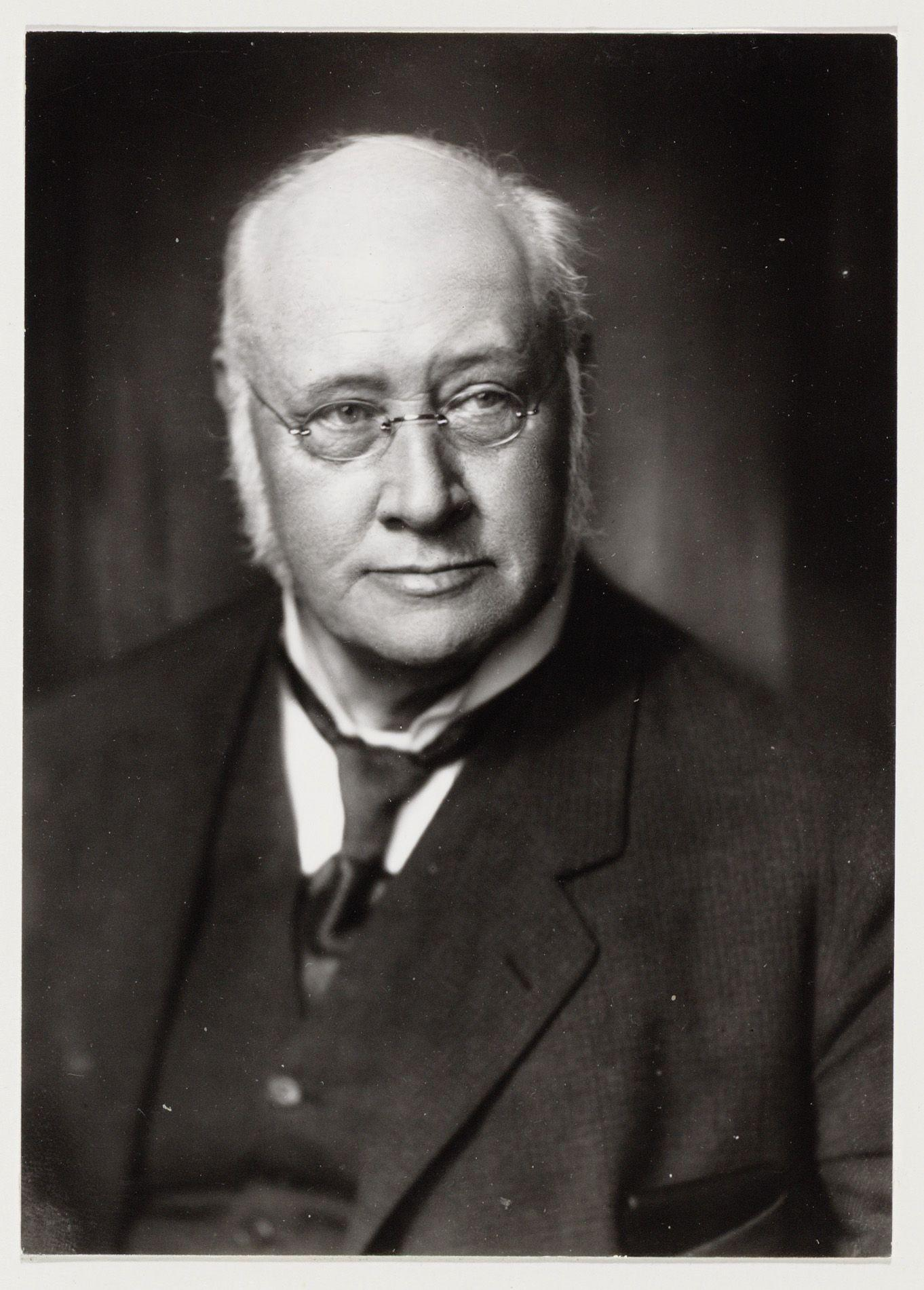
Rudolph Hendrik Saltet.

Rudolph Hendrik Saltet (Amsterdam, 8 maart 1853 – Montreux, 4 mei 1927) was een Nederlandse hoogleraar in de gezondheidsleer en medische politie aan de Universiteit van Amsterdam.

## Loopbaan
Saltet, telg uit het geslacht Saltet, bezocht verschillende particuliere scholen en schreef zich in 1871 in als student aan de Universiteit Leiden. Hij zette zijn studies te Heidelberg voort en promoveerde in 1879 in Amsterdam tot medisch doctor op een proefschrift  Bijdrage tot de kennis van de werking van het arsenic-zuur op de gezonde mens. Na deze promotie werd hij officier van gezondheid, verder assistent aan het hygiënische laboratorium van de Universiteit van Amsterdam en privaatdocent voor de gezondheidsleer. Hierna werd Saltet adjunct-inspecteur van het geneeskundig staatstoezicht van Noord-Holland, daarna directeur van de gezondheidsdienst en in 1896 verving hij de aftredende en naar Straatsburg vertrekkende hoogleraar Forster.
Hij aanvaardde zijn ambt op 19 oktober 1896 met de rede getiteld De bestrijding van epidemieën door de overheid; dezetoespraak droeg er toe bij om de diligentie en de activiteit der overheid te verhogen en de voorschriften en maatregelen ter voorkoming van besmettelijke ziekten te verscherpen. Van de hand van professor Saltet verschenen verschillende belangrijke artikelen op hygiënisch gebied. Hij wist zijn lessen in een aantrekkelijke vorm te gieten en op gemoedelijke wijze de belangstelling voor de studie bij zijn studenten levendig te houden.
Prof. dr. R.H. Saltet ging per 17 september 1923 met emeritaat. Hij overleed enkele jaren later op 74-jarige leeftijd.